# دورودی نرون
دورودی نرون روستایی در دهستان تفتان جنوبی بخش نوک آباد شهرستان تفتان استان سیستان و بلوچستان ایران است.

## جمعیت
بر پایه سرشماری عمومی نفوس و مسکن در سال ۱۳۹۵ جمعیت این مکان ۴۸۰ نفر (۱۳۰خانوار) بوده‌است.